# Tropy stylistyczne
Tropy stylistyczne (gr. tropos – zwrot, obrócenie) – ustalone sposoby organizowania semantyki wypowiedzi, łączenia poszczególnych wyrazów w większe całostki na poziomie wyrażenia, członu syntaktycznego lub zdania. Są właściwością tekstów literackich, rzadziej mowy potocznej jako pewne automatyzmy komunikacji (np. metafora potoczna). Służą one uwypukleniu, zintensyfikowaniu kontekstu. Tropy stylistyczne to: epitety, porównania, personifikacje (w tym antropomorfizacje, animizacje i animalizacje), penisesty, peryfrazy, eufemizmy, hiperbole, litoty, alegorie, symbole, ironia (w tym antyfrazy), metonimie, synekdochy, metafory.